# MT3
MT3 ist das dritte Studioalbum der Stuttgarter Rapgruppe Massive Töne. Es erschien am 5. August 2002 über die Labels EastWest, Warner Music und Kopfnicker Records. Am 4. November 2002 wurde es als Special Tour Edition, inklusive Bonussong und DVD, wiederveröffentlicht.

## Inhalt
Die Lieder des Albums liegen thematisch weit auseinander und reichen von reinen Partysongs, wie Im Club, bis hin zu gesellschaftskritischen Stücken, wie Deutschland, Deutschland.

## Produktion
Die Massiven Töne fungierten bei dem Album als Ausführende Produzenten und die Mitglieder Ju, Schowi und DJ 5ter Ton produzierten auch acht Tracks selbst. Vier Instrumentals stammen von dem Musikproduzent Yvan Jacquemet, zwei wurden von DJ P. F. Cuttin geschaffen und DJ Desue produzierte einen Beat.

## Covergestaltung
Das Albumcover ist recht schlicht gehalten und zeigt groß den Titel MT3 in Grau bzw. Rot auf rotem Hintergrund. Am oberen Bildrand steht außerdem der weiße Schriftzug Massive Töne MT3. Beim Cover der Special Edition ist der Hintergrund blau.

## Gastbeiträge
Auf drei Liedern des Albums sind neben den Massiven Tönen weitere Künstler zu hören. So hat der US-amerikanische Rapper Thirstin Howl III einen Gastauftritt im Song False One, während der französische Musiker Tairo beim Song Geld oder Liebe vertreten ist. Heißhunger ist eine Kollaboration mit den französischen Rappern Freeman und Karim Le Roi.

## Titelliste
| #      | Titel                      | Gastbeiträge             | Produzent                    | Länge |
| ------ | -------------------------- | ------------------------ | ---------------------------- | ----- |
| 1      | Intro                      |                          | Ju                           | 2:02  |
| 2      | Cruisen                    |                          | Yvan Jacquemet               | 3:55  |
| 3      | Wer?                       |                          | DJ 5ter Ton, Ju              | 5:18  |
| 4      | Deutschrap                 |                          | Yvan Jacquemet               | 3:25  |
| 5      | Stress                     |                          | Ju, Schema (Co), Schowi (Co) | 3:18  |
| 6      | Traumreise                 |                          | Yvan Jacquemet               | 3:51  |
| 7      | Deutschland, Deutschland   |                          | Yvan Jacquemet               | 3:13  |
| 8      | False One                  | Thirstin Howl III        | DJ P.F. Cuttin               | 4:16  |
| 9      | Hitsingle                  |                          | Ju, Schema (Co), Schowi (Co) | 4:38  |
| 10     | Heißhunger                 | Freeman und Karim Le Roi | DJ 5ter Ton                  | 3:59  |
| 11     | Mach mal lauter            |                          | DJ 5ter Ton                  | 3:44  |
| 12     | Im Club (P. F. Cuttin Mix) |                          | DJ P.F. Cuttin               | 3:54  |
| 13     | Laller (DJ Desue Remix)    |                          | DJ Desue                     | 3:10  |
| 14     | Geld oder Liebe            | Tairo                    | Ju                           | 4:18  |
| 15     | Im Club                    |                          | Ju                           | 3:40  |
| 16 (*) | Mutterstadt II             |                          |                              | 4:04  |

(*) Bonussong der Special Tour Edition
Bonus-DVD der Special Tour Edition:
| # | Titel                                  | Länge |
| - | -------------------------------------- | ----- |
| 1 | Cruisen (Musikvideo)                   | 4:03  |
| 2 | Geld oder Liebe (Musikvideo)           | 4:21  |
| 3 | Videographie                           | 10:00 |
| 4 | Getting Real (Cruisen Video Making Of) | 3:00  |

## Chartplatzierungen und Singles
MT3 stieg am 19. August 2002 auf Platz 7 in die deutschen Charts ein und belegte in den folgenden Wochen die Ränge 8, 11 und 18. Insgesamt konnte sich das Album mit einer Unterbrechung 20 Wochen in den Top 100 halten. Auch in Österreich und der Schweiz erreichte der Tonträger die Charts.
Besonders die erste Single Cruisen, war sehr erfolgreich, erreichte Position 5 der Charts und hielt sich 17 Wochen in den Top 100. Außerdem wurden die Lieder Geld oder Liebe, Traumreise und eine Version von Stress mit dem Sänger Fetsum, der nicht auf der Albumversion vertreten ist, ausgekoppelt.

## Rezeption
| Professionelle Bewertungen | Professionelle Bewertungen |
| -------------------------- | -------------------------- |
| Kritiken                   |                            |
| Quelle                     | Bewertung                  |
| laut.de                    | [ 4 ]                      |

Die Internetseite laut.de gab dem Album drei von möglichen fünf Punkten:

„Denn wenn Ju "Im Club" folgende Zeilen rappt, "Heute ist die Nacht der Ladykiller, der Tequila und der Bailys Trinker, Mütter suchen sich nen Babysitter, die Mädels kichern, während sie zum DJ pilgern und sie klimpern mit ihren Fake-Wimpern, Augen zwinkern", dann sieht man sich selbst auf einmal in der Zappelbude abhotten. […] Auch wenn lyrische Feinheiten seine Sache nicht sind. Dafür sollte eigentlich Schowi sorgen, der aber die große Enttäuschung dieser Platte ist. Bis auf seine sehr guten, originellen Reime in "Deutschland, Deutschland" passiert da nicht viel. […] Die Beats zu guter Letzt sind weder wirklich schlecht noch richtig überragend, jedoch meist sehr variabel gehalten. Da wechseln sich deepe Primosounds ("Traumreise") mit treibenden Elektrofunk ("Wer") ab. Und es treffen sonnige Clubtracks ("Cruisen", "Im Club") auf aggressive Abgehtunes ("False One", "Laller"). Wie gesagt, mit einem Schowi in Höchstform hätte "MT3" ein Knaller werden können. So bleibt leider nur ein weiteres knapp überdurchschnittliches Werk übrig.“